# Palais Cipriano Pallavicini
Le palais Cipriano Pallavicini est un bâtiment situé dans le centre historique de Gênes sur la Piazza Fossatello, et fait partie des 42 bâtiments inclus dans le site appelé Le Strade Nuove et le Système des Palais des Rolli de Gênes qui rejoint, le 13 juillet 2006, le patrimoine mondial de l'UNESCO.

## Histoire et description
À partir du XVe siècle, un immeuble d'habitation est construit à l'emplacement de l'édifice actuel, composé, selon la tradition médiévale, de deux bâtiments côte à côte avec des citernes d'eau souterraines et des commerces. Le bâtiment était situé à un carrefour qui en 1539 devait être transformé en place en démolissant les bâtisses environnantes. À cette époque Cipriano Pallavicini (élu archevêque de Gênes en 1567) et ses frères Antoniotto et Gerolamo, ont confié à un architecte resté anonyme la conception d'une nouvelle façade avec une élévation plus moderne et un dessin inspiré du palais romain Caprini de Bramante.
En 1571 le bâtiment fut vendu à Antonio Brignole mais en 1584 il revint en propriété à la famille Pallavicino en la personne de Francesco Pallavicini, propriétaire de la première inscription aux rolli datant de 1599, le bâtiment resta également dans le rollo suivant de l'année 1614.
Au cours des siècles suivants, il y eut le transfert de propriété aux Grillo (1713), aux Saporiti (1718) et, enfin, en 1840 à Federico Rayper du Tessin, fournisseur de la Marine du royaume de Sardaigne et père du peintre Ernesto Rayper qui a demandé l'autorisation de surélever l'immeuble de deux étages et de procéder à une restructuration générale au cours de laquelle la quasi-totalité de l'enveloppe est vidée, le résultat est un immeuble divisé en appartements, avec une décoration à la mode néoclassique.
Le grand portail des Carlone, conservé depuis plus d'un siècle au Victoria and Albert Museum de Londres et les gravures du livre de Rubens Palazzi di Genova subsistent de la première résidence.

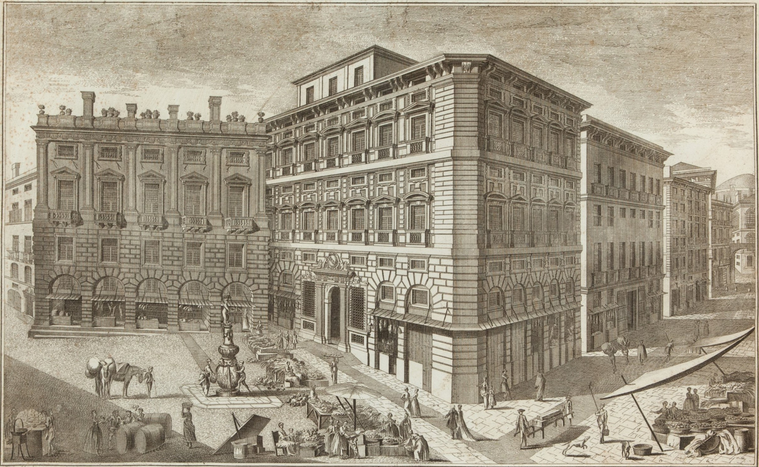
Vue de la place Fossatello, gravure d'Antonio Giolfi, 1796.
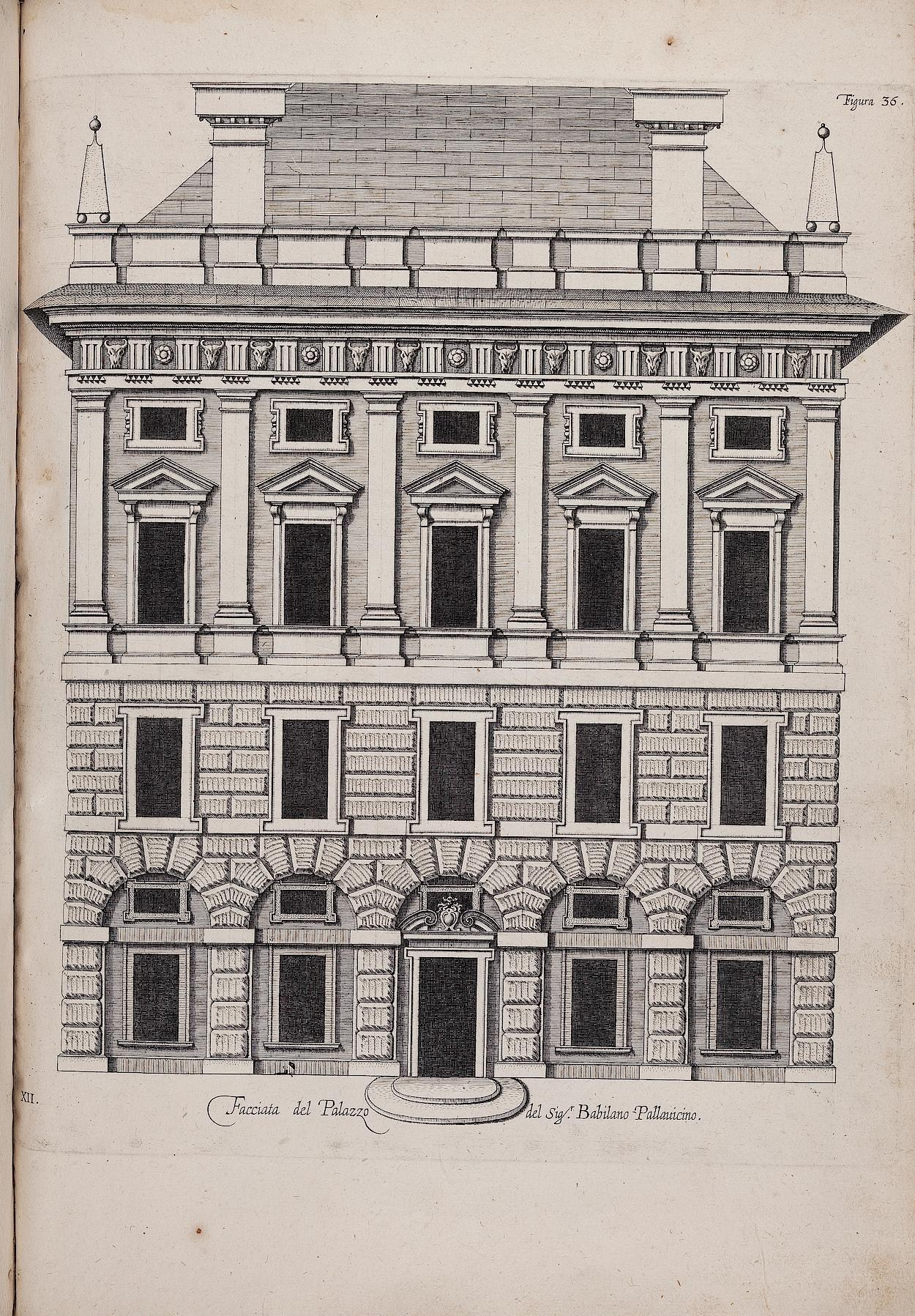
Rubens, Palais de Gênes.
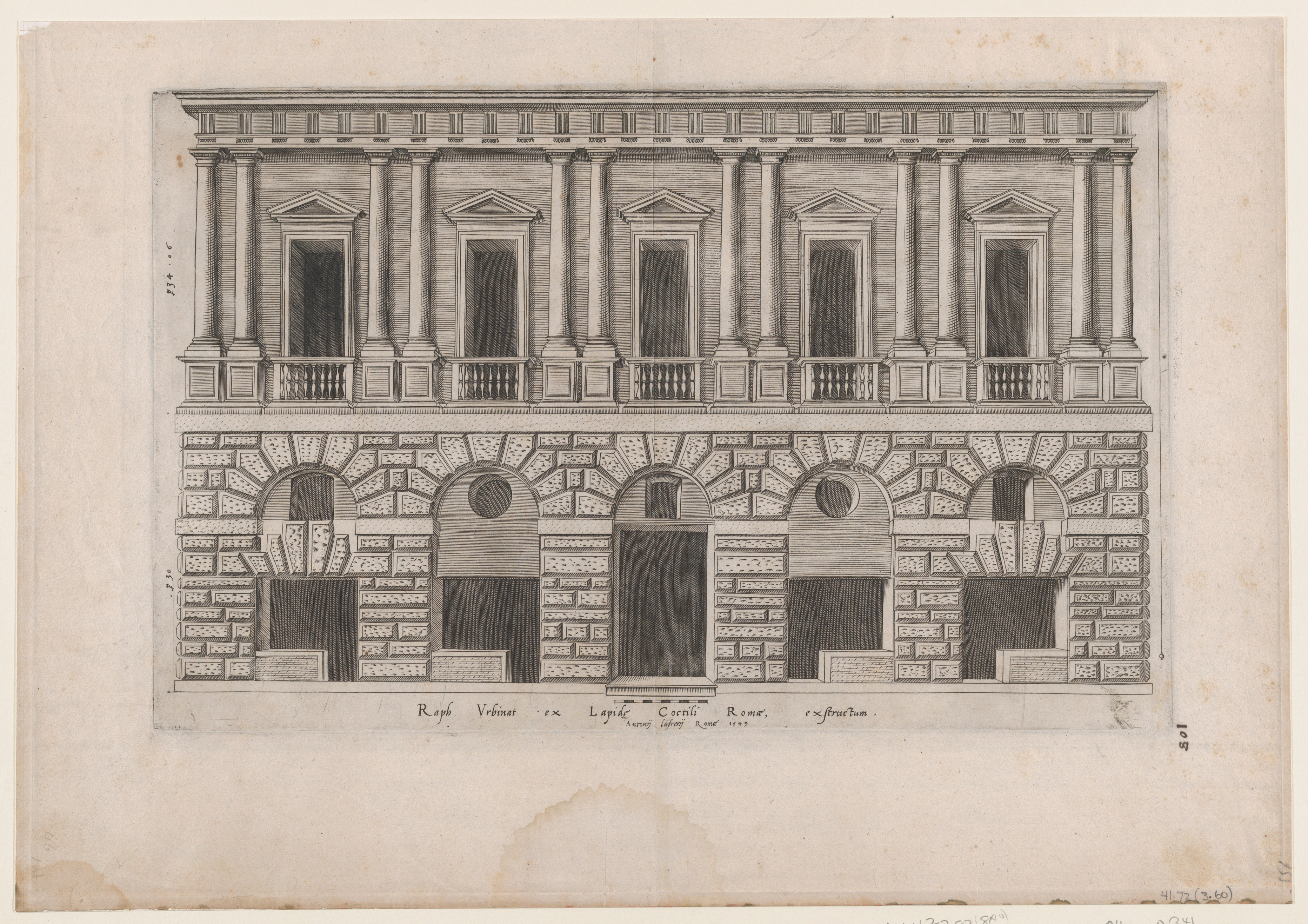
Palazzo Caprini dans la gravure d'Antoine Lafréry.